# UFC 111
UFC 111: St. Pierre vs. Hardy foi um evento de artes marciais mistas promovido pelo Ultimate Fighting Championship, ocorrido em 27 de março de 2010 no Prudential Center em Newark, Nova Jersey, nos Estados Unidos.

## Antecedentes
Martin Kampmann tinha sido originalmente escalado para lutar contra Ben Saunders, mas Kampmann foi substituído por Jake Ellenberger, devido a um corte profundo sofrido em treinamento por Kampmann.
Ricardo Funch foi forçado a desistir de uma luta contra Matthew Riddle por um motivo não revelado. O novato do UFC Greg Soto foi seu substituto.
Também houve alguma controvérsia de que o UFC retocou a tatuagem de Hardy, que diz "om mani padme hum" para seu pôster promocional. O presidente do UFC, Dana White, mais tarde admitiu que isso foi feito para não provocar o governo chinês.
Em 25 de março de 2010, Thiago Alves foi retirado do card devido a uma irregularidade cerebral em uma tomografia computadorizada pré-luta. Ao saber da remoção, Ben Saunders, que lutaria contra Jake Ellenberger, convocou o oponente de Alves, Jon Fitch, e posteriormente substituiu Ellenberger no card. Como resultado, Ellenberger não competiu, mas recebeu um pagamento para compensar a troca de última hora. A luta entre Kurt Pellegrino e Fabricio Camões subiu para o card principal com o cancelamento.
Em 26 de março, na pesagem oficial, Rory Markham pesava 177 libras. Ele perdeu mil dólares (12,5% de sua bolsa) para Nate Diaz.

## Resultados
Nota 1 Pelo Cinturão Meio-Médio do UFC.

Nota 2 Pelo Cinturão Peso-Pesado Interino do UFC.

## Bônus da Noite
Lutadores receberam um bônus de US$65 000.
- Luta da Noite:  Rodney Wallace vs.  Jared Hamman
- Nocaute da Noite:  Shane Carwin
- Finalização da Noite:  Kurt Pellegrino